# Ocean Spray
Ocean Spray ist eine US-amerikanische Agrar-Genossenschaft, die aus mehreren hundert Cranberry-Anbauern gebildet wird.
Die Kooperative wurde 1930 von Marcus Urann, John Makepeace und Elizabeth Lee in Massachusetts gegründet. Die drei Gründer schlossen sich zusammen und entwickelten als erstes gemeinsames Produkt eine Soße auf Cranberry-Basis. Nach wenigen Jahren traten weitere Cranberry-Bauern aus den Bundesstaaten Wisconsin, Washington und Oregon der Genossenschaft bei. Innerhalb eines Jahrzehnts entwickelte der Interessenverband einen Cranberry-Saft und brachte diesen auf den Markt. In den 1950er Jahren weitete Ocean Spray seine Geschäftstätigkeit auf den kanadischen Markt aus und schaltete erstmals Fernsehwerbung. Zu einer Ausweitung der Produktpalette kam es 1976, als erstmals Grapefruit-Bauern aus Florida in die Genossenschaft aufgenommen wurden. Der Fokus lag und liegt jedoch weiterhin auf Lebensmitteln auf Cranberry-Basis. Im Jahr 1974 wurde erstmals ein Umsatz von 100 Millionen US-Dollar verzeichnet, der bis 1980 auf über 500 Millionen Dollar anstieg. In den 1990er Jahren überstieg der Umsatz die Grenze von einer Milliarde Dollar. Im Jahr 2019 gehörten über 700 Anbauerfamilien in Nord- und Südamerika Ocean Spray an. Ocean Spray ist damit einer der größten Cranberry-Hersteller weltweit.
Zu den Produkten von Ocean Spray zählen unter anderem Fruchtgetränke, getrocknete Cranberries und Soßen.
Im Februar 2020 wurde der damalige CEO Bobby Chacko entlassen, da dieser die internen Richtlinien gegen harassment (Belästigung, Schikanierung) verletzt hatte. Sein Nachfolger wurde Tom Hayes.
Einem größeren Publikum, auch über die Vereinigten Staaten hinaus, wurde Ocean Spray bekannt durch ein 2020 viral gegangenes Tiktok-Video des Kartoffelbauern Nathan Apodaca, in dem dieser Skateboard fahrend Cranberry-Himbeer-Saft von Ocean Spray trinkt, untermalt vom Song Dreams der Band Fleetwood Mac. Die Verkaufszahlen stiegen nach der Veröffentlichung des Videos bedeutend.